# Триталлийсамарий
Триталлийсамарий — бинарное неорганическое соединение, интерметаллид самария и таллия с формулой SmTl3, кристаллы.

## Получение
- Сплавление стехиометрических количеств чистых веществ:

{\displaystyle {\mathsf {Sm+3Tl\ {\xrightarrow {870^{o}C}}\ SmTl_{3}}}}

## Физические свойства
Триталлийсамарий образует кристаллы кубической сингонии, пространственная группа P m3m, параметры ячейки a = 0,4807 нм, Z = 1, структура типа тримедьзолота AuCu3.
Соединение конгруэнтно плавится при температуре 870 °C
При температуре 8,6 К соединение переходит в ферромагнитное состояние.